# Tepe Sang-e Chakhmaq
Tepe Sang-e Chakhmaq est un site archéologique du Néolithique situé en Iran, en périphérique de Bastam au nord de la ville de Shahroud, sur le piémont sud de l'Elbourz oriental. Occupé du VIIe au Ve millénaire av. J.-C., il témoigne des débuts de l'économie agricole dans la région, et participe à la diffusion du mode de vie néolithique depuis le Moyen-Orient vers l'Asie centrale,. Il s'inscrit dans la transition depuis la phase acéramique. Il est découvert en 1969 et fouillé les années suivantes par des équipes japonaises.